# Nationaal park Nááts'ihch'oh
Het Nationaal park reservaat Nááts'ihch'oh (Engels: Nááts'ihch'oh National Park Reserve) is een voorgesteld nationaal park in Canada. Zolang de status van nationaal park niet definitief is verworven wordt een dergelijk park aangeduid als een national park reserve. Het park omvat een deel van de valleien en bedding van de South Nahanni River, en is gelegen in het noordwesten van de Northwest Territories. Het park werd opgericht in 2014 en heeft een oppervlakte van 4.850 km².  Het park sluit in het zuidoosten aan op het Nationaal park Nahanni die de bedding van de South Nahanni River verder stroomafwaarts omvat.
Het park is de habitat van enkele bedreigde diersoorten waaronder grizzlyberen en boskariboes, een ondersoort van de rendieren. Ook komen in het park de Westerse eland en Dalls schapen voor. Tevens is het het meest noordelijke habitat van sneeuwgeiten van Canada